# Brahms-Museum (Hamburg)
Het Brahms-Museum is een museum in het KomponistenQuartier in het stadsdeel Neustadt in de Duitse stad Hamburg. Het is gewijd aan de componist Johannes Brahms.

## Collectie en activiteiten
Het museum is verdeeld over twee verdiepingen. Op de begane grond wordt ingegaan op de eerste drie decennia uit zijn leven in Hamburg. Hier staat bijvoorbeeld de tafelpiano van Baumgardten & Heins uit circa 1860 waar hij les op gaf. Ook staan er allerlei andere gebruiksartikelen, kunstwerken zoals meerdere bustes en wordt een uitgebreide collectie foto's getoond.
In het museum is een bibliotheek aanwezig met meer dan driehonderd boeken, de complete Brahms-uitgave van de G. Henle Verlag, allerlei replica's van zijn muzieknotaties en briefwisselingen, concertprogramma's, en andere documenten. Er is verder een audiotheek waarin alle werken van Brahms zijn opgenomen.
In de Lichtwark-Saal van de Carl-Toepfer-Stiftung, dicht bij het museum, worden wisselende exposities getoond, lezingen gegeven en concerten opgevoerd. In Hamburg worden geregeld wandeltochten georganiseerd langs historische plekken uit het leven van Brahms.

## Impressie
|  |  |  |

|  |  |  |